# Alex Rider
Cet article concerne la série. Pour le personnage, voir Alex Rider (personnage).
Les Aventures d’Alex Rider, plus couramment appelé Alex Rider, est une série de romans d’espionnage créée par Anthony Horowitz sur un jeune espion nommé Alex Rider. La série vise principalement les adolescents. Douze romans ont été publiés à ce jour ainsi que trois romans graphiques, deux nouvelles et deux livres « spéciaux ». Le premier roman, Stormbreaker, a été publié en 2001 en France et adapté au cinéma en 2006. Des figurines à l’effigie des acteurs du film ont également été mis en vente, avec Alex Rider, Herod Sayle et Yassen Gregorovich. Un jeu vidéo est sorti en 2006, fondé sur le film.

## Présentation
Le premier des tomes commence avec Alex Rider, un orphelin de quatorze ans, du même nom que la série, qui apprend que son tuteur légal et oncle, Ian Rider, est mort dans un prétendu accident de voiture. Intrigué par les circonstances de la mort de son oncle, Alex décide d’en savoir plus et apprend qu'Ian a été tué alors qu’il travaillait pour le MI6. Le MI6 recrute Alex, qui se rend compte que lors de ses vacances avec Ian, des vacances qu'il appelait des « vacances aventure » étaient en fait destinées à le former à ce métier qu'est agent secret et le place dans un camp d’entraînement au SAS dans le Brecon Beacons, avant de l’envoyer continuer l’enquête de son oncle sur Herod Sayle, un homme d’affaires libanais. Terminant sa mission avec succès, le MI6 continue à trouver des moyens de faire chanter Alex pour qu’il continue à travailler pour eux. Le MI6 continue d’insister qu’ils veulent simplement se servir de ses facultés de déductions, mais Alex en apprend souvent trop et doit se battre pour se sortir d’affaire. Pendant ses missions, Alex découvre que de nombreux membres de sa famille ont travaillé pour le MI6, à savoir, son père, son oncle, et son parrain. Alex a également travaillé pour la CIA et l’ASIS.
Alan Blunt, à la tête des opérations spéciales du MI6, et son assistante Mrs Jones apparaissent souvent pour donner des instructions à Alex. Pour l'équiper en gadgets et outils, Mr Smithers. 
La série est similaire à James Bond d’une certaine manière, puisque les agents du MI6 sont également des personnages principaux. L’un des principaux antagonistes dans la série est l’organisation SCORPIA (acronyme de sabotage, corruption, intelligence et assassinat), similaire à SPECTRE dans James Bond, et Alex est souvent équipé de nombreux gadgets fournis par le MI6 (par exemple une Montre avec un mouchard GPS pour le retrouver où qu'il soit, des pièces de monnaie explosives ou encore une game boy qui permet d'écouter les conversations à distance ou un vélo avec un siège éjectable, une pompe fumigène, un guidon contenant deux missiles thermoguidés...). De plus, Robbie Coltrane, l'acteur jouant le rôle du premier ministre britannique dans le film a aussi joué dans plusieurs James Bond. 
Dans le quatrième tome, Jeu de tueur, Alex pense que le célèbre Damian Cray fomente un crime de grande envergure. Comme le MI6 refuse de l’aider, il enquête par ses propres moyens. Dans Scorpia, le cinquième tome, Alex veut se venger du MI6 car il croit que ses chefs ont causé la mort de son père. De son plein gré, il se met à travailler pour l’organisation Scorpia, avant de déchanter.

## Publications

### Romans
1. Stormbreaker, Hachette Jeunesse, 2001 ((en) Stormbreaker, 2000), 224 p.  (ISBN 2-01-200697-3)
2. Pointe blanche, Hachette Jeunesse, 2001 ((en) Point Blanc, 2001), 224 p.  (ISBN 2-01-200730-9)
3. Skeleton Key, Hachette Jeunesse, 2003 ((en) Skeleton Key, 2002), 304 p.  (ISBN 2-01-200797-X)
4. Jeu de tueur, Hachette Jeunesse, 2003 ((en) Eagle Strike, 2003), 309 p.  (ISBN 2-01-200866-6)
5. Scorpia, Hachette Jeunesse, 2004 ((en) Scorpia, 2004), 379 p.  (ISBN 2-01-200901-8)
6. Arkange, Hachette Jeunesse, 2005 ((en) Ark Angel, 2005), 355 p.  (ISBN 2-01-201071-7)
7. Snakehead, Hachette Jeunesse, 2007 ((en) Snakehead, 2007), 381 p.  (ISBN 978-2-01-201496-1)
8. Les Larmes du crocodile, Hachette Jeunesse, 2010 ((en) Crocodile Tears, 2009), 401 p.  (ISBN 978-2-01-202006-1)
9. Le Réveil de Scorpia, Hachette Jeunesse, 2011 ((en) Scorpia Rising, 2011), 403 p.  (ISBN 978-2-01-202289-8)
10. Roulette russe, Hachette Jeunesse, 2013 ((en) Russian Roulette, 2013), 355 p.  (ISBN 978-2-01-203931-5)
11. Never Say Die, Hachette Jeunesse, 2017 ((en) Never Say Die, 2017), 430 p.  (ISBN 978-2-01-702834-5)
12. (en) Secret Weapon, 2019Inédit à ce jour en français.
13. (en) Nightshade, 2020Inédit à ce jour en français.
14. (en) Nightshade Revenge, 2023Inédit à ce jour en français.

### Romans graphiques
Scénario : Antony Johnston. Dessins : Kanako Damerum et Yuzuru Takasaki
1. Stormbreaker. Bruxelles : Jungle, coll. "Kids", 11/2006, 140 p.  (ISBN 2-87442-163-4). Rééd. Paris : Harrap, coll. "Harrap's graphic novels", 2014, 144 p.  (ISBN 978-2-8187-0348-9). Texte en anglais.
2. Point blanc. Paris : Harrap, coll. "Harrap's graphic novels", 2014, 176 p.  (ISBN 978-2-8187-0349-6). Texte en anglais.
3. Skeleton Key.  Paris : Harrap, coll. "Harrap's graphic novels", 2014, 176 p.  (ISBN 978-2-8187-0350-2). Texte en anglais.
4. Eagle Strike. Paris : Harrap, coll. "Harrap's graphic novels", 2014, 176 p.  (ISBN 978-2-8187-0351-9). Texte en anglais.

### Livres «bonus»
- Les Gadgets (17 octobre 2005)
- Les dossiers des missions (6 octobre 2008)
- Stormbreaker : le livre du making-of. Paris : Hachette Jeunesse, 10/2006, 64 p.  (ISBN 2-01-225385-7)

### Nouvelles
Anthony Horowitz a écrit cinq nouvelles qui racontent chacune une aventure très brève d’Alex Rider. Ces nouvelles ne sont disponibles qu’en anglais.
Cette première nouvelle se passe après Pointe Blanche (le second tome).Lors d’une visite d’un musée sur les armes avec sa classe, Alex est sur le point de se faire tuer par Skoda, un dealer en quête de revanche que le jeune espion a « maltraité » au début du second tome, lorsque la prof d’Alex (une jeune et élégante remplaçante) le sauve de justesse : elle travaille pour le MI-6. Ceux-ci l’ont envoyée à Brookland (lycée d’Alex) pour garder un œil sur l’adolescent. En effet, le Secret Intelligence Service savait que Skoda s’était enfui de prison…
- Christmas at gunpoint (1er janvier 2007) Cette deuxième nouvelle a été publiée dans le Sunday Mail, un journal britannique. Elle raconte les vacances au ski d’Alex aux États-Unis avec Ian Rider, alors qu’Alex n’était pas encore un agent secret.

- Incident in nice(Litt. Incident à Nice ; 9 novembre 2009) Cette troisième nouvelle a lieu entre les livres « Pointe blanche » et « Skeleton Key » et met en scène Alex et un de ses amis lors d’un séjour en bord de mer à Nice.

- Alex Underground (Litt. Alex clandestin)

- Resistance to interrogation (Litt. Résistance à l'interrogatoire; un chapitre coupé de Stormbreaker)
- Coda, un chapitre coupé du livre Snakehead
- A taste of death
- The white carnation, un chapitre coupé du livre Roulette russe.

## Films
- Alex Rider : Stormbreaker (21 juillet 2006)

## Jeux vidéo
- Alex Rider : Stormbreaker (25 septembre 2006)[2]

## Série
- Alex Rider sortie le 4 juin 2020 sur Amazon Prime en anglais.